# Plutonium Police
Plutonium Police war eine von 1978 bis 1980 im Erich Pabel Verlag erscheinende Taschenbuchreihe mit insgesamt 28 Bänden.
Die Serie startete am 28. April 1978 mit dem Untertitel Der neue Atomkrimi: brandheiß, aktuell, informativ. Die Bücher wurden von deutschen Autoren unter englisch klingenden Pseudonyme geschrieben. Erster Autor war Willi Schoenebeck, der unter dem Verlagspseudonym Eliot Spencer mindestens zwei Romane schrieb. Weitere Pseudonyme und die entsprechenden Autoren waren:
- B. Davies = Helmut Kobusch (1 Titel)
- Al Frederic = Holger Friedrichs (3 Titel)
- Kelly Kevin = Susanne Wiemer (2 Titel)
- Steve McCoy = Uwe Erichsen (1 Titel)
- Fred McMason = Manfred Wegener (1 Titel)
- W. Todd = Peter Theodor Krämer (2 Titel)

Die Bände erschienen in 4-wöchentlichem Abstand, der Umfang war ungefähr 160 Seiten und der Preis 3,80 DM. Die Umschlagbilder wurden von Nikolai Lutohin gestaltet.
Inhaltlich bewegten sich die Bände im Grenzbereich von Krimi, Technothriller und Science-Fiction. Es ging jeweils um einen Fall, der in irgendeiner Form mit Nukleartechnik zu tun hatte und von den sechs Agenten der Plutonium Police gelöst wurde, die aus sechs verschiedenen Ländern stammten.

## Titelliste
| Nr. | Titel                        | Autorenname   | Jahr |
| --- | ---------------------------- | ------------- | ---- |
| 01  | Alarmeinsatz Plutonium-Bombe | Eliot Spencer | 1978 |
| 02  | Geheimgesellschaft Lotus 7   | Eliot Spencer | 1978 |
| 03  | Punktziel Kernkraftwerk      | Eliot Spencer | 1978 |
| 04  | Strahlentod in Tokio         | Eliot Spencer | 1978 |
| 05  | Der kritische Punkt          | Eliot Spencer | 1978 |
| 06  | Atom-Diamanten               | Eliot Spencer | 1978 |
| 07  | Todesjob B 32                | Eliot Spencer | 1978 |
| 08  | Der Killer-Satellit          | Eliot Spencer | 1978 |
| 09  | Atoll ohne Wiederkehr        | Eliot Spencer | 1978 |
| 10  | Geheimprojekt Eisberg        | Eliot Spencer | 1978 |
| 11  | Die Entsorger                | Eliot Spencer | 1978 |
| 12  | Atom-Alarm am Ganges         | Eliot Spencer | 1979 |
| 13  | Angriffsziel Poseidon        | Fred McMason  | 1979 |
| 14  | Mordplan Atomexplosion       | Eliot Spencer | 1979 |
| 15  | Der Tod im Weißen Haus       | Eliot Spencer | 1979 |
| 16  | Strahlendes Gold             | Eliot Spencer | 1979 |
| 17  | Der Tod kam nach Florenz     | Al Frederic   | 1979 |
| 18  | Die Bombendrohung            | Kelly Kevin   | 1979 |
| 19  | SOS – Atomjet in Gefahr      | W. Todd       | 1979 |
| 20  | Operation Omega              | Steve McCoy   | 1979 |
| 21  | Todeskreis Taiwan            | Al Frederic   | 1979 |
| 22  | GAU-Alarm                    | Eliot Spencer | 1979 |
| 23  | Atomanschlag auf Rio         | W. Todd       | 1979 |
| 24  | Einsatzcode CERN             | Al Frederic   | 1980 |
| 25  | Die Atomfalle                | Eliot Spencer | 1980 |
| 26  | Der Krieg der Eierköpfe      | Eliot Spencer | 1980 |
| 27  | Planquadrat des Todes        | B. Davies     | 1980 |
| 28  | Operation Atomschiff         | Kelly Kevin   | 1980 |